# 한국현대시인협회
한국현대시인협회는 한국 시문학을 연구, 발전시키고 시인의 권익을 옹호하기 위하여 1971년 3월 13일 89명의 시인이 설립된 문학인 단체이다. 창립 당시 위원장은 서정주, 부회장 김종문·조병화·이원섭, 자문위원 김광섭·박두진 ·모윤숙·신석초·신석정·박기원·장만영, 상임이사는 문덕수였고, YMCA와 공동으로 문학세미나 Y문학 월평회를 운영했다. 2004년부터는 단체를 사단법인으로 전환하기 위한 총회를 열었고, 2005년 대한민국 문화체육관광부 소관의 사단법인이 됐다. 사무실은 서울특별시 마포구 성산동 234-22 남평빌딩 301호 (우: 121-846)에 있다.

## 주요 사업
- 한국 시문학 자료수집 및 발전
- 문학 강연회, 세미나 등 개최
- 기관지, 회보 등 발행
- 시문학의 국제교류를 위한 사업